# Live in London (The Beach Boys)
 Live in London är ett album som spelades in live av The Beach Boys den 12 augusti och 1 december 1968 i Finsbury Park Astoria och London Palladium respektive och gavs ut i maj 1970. Live in London var gruppens andra livealbum och deras artonde LP totalt. Det producerades av Brian Wilson.
Albumet nådde Billboard-listans 75:e plats när det gavs ut i USA 1976 under namnet Beach Boys '69.

## Låtlista
1. "Darlin'" (Brian Wilson/Mike Love)
2. "Wouldn't It Be Nice" (Brian Wilson/Tony Asher)
3. "Sloop John B" (traditional)
4. "California Girls" (Brian Wilson)
5. "Do It Again" (Brian Wilson/Mike Love)
6. "Wake the World" (Brian Wilson/Al Jardine)
7. "Aren't You Glad" (Brian Wilson/Mike Love)
8. "Bluebirds Over the Mountain" (Ersel Hickey)
9. "Their Hearts Were Full of Spring" (Bobby Troup)
10. "Good Vibrations" (Brian Wilson/Mike Love)
11. "God Only Knows" (Brian Wilson/Tony Asher)
12. "Barbara Ann" (Fred Fassert)

När skivbolaget Capitol återutgav Beach Boys-katalogen 1990 parades albumet Live In London ihop med albumet Beach Boys Concert på en CD. Dessutom fanns nedanstående två bonusspår på skivan:
1. "Don't Worry Baby" (B. Wilson/R. Christian)
2. "Heroes & Villains" (B. Wilson/V. D. Parks)